# Alphecca
Alphecca eller Alfa Coronae Borealis (α Coronae Borealis, förkortat Alfa CrB, α CrB), som är stjärnans Bayer-beteckning, är en dubbelstjärna i den sydvästra delen av stjärnbilden Norra kronan. Den har en genomsnittlig skenbar magnitud på +2,23 och är synlig för blotta ögat. Baserat på parallaxmätningar i Hipparcos-uppdraget på 43,5 mas beräknas den befinna sig på ca 75 ljusårs (23 parsek) avstånd från solen. Stjärnan är landskapsstjärna för Norrbotten.

## Nomenklatur
Alfa Coronae Borealis har de traditionella namnen Alphecca (eller Alphekka), Gemma, Gnosia (Gnosia Stella Coronae) och Asteroth (eller Ashtaroth). Alphecca är arabiska för نير الفكة nayyir al-fakka "den ljusa (stjärnan) av den trasiga (ringen av stjärnor)". Gemma är latin för "juvel". Gnosia är också latin, kort för Gnōsia stella corōnæ "stjärna i Knossos’ krona". Asteroth är hebreiska, עשתרות ašterôt "Astarte (idoler)" och hänvisade huvudsakligen till stjärnbilden. År 2016 organiserade Internationella astronomiska unionen en arbetsgrupp för stjärnnamn (WGSN)  med uppgift att katalogisera och standardisera riktiga namn för stjärnor. WGSN:s första bulletin av juli 2016 innehåller en tabell över de första två satserna av namn som fastställts av WGSN där också Alphecca ingår som namn för denna stjärna.

## Egenskaper
Primärstjärnan Alfa Coronae Borealis A är en blå till vit stjärna i huvudserien av spektralklass A0 V. Den har en massa som är ca 2,6 gånger solens massa, en radie som är ca 3 gånger större än solens och utsänder ca 74  gånger mera energi än solen från dess fotosfär vid en effektiv temperatur på ca 9 700 K. Ett överskott av infraröd strålning vid våglängd 24 μm och 70 μm har observerats vid primärstjärnan av IRAS. Detta tyder på närvaro av en stor skiva av soft och material runt Alphecca, vilket medför spekulation av ett planet- eller protoplanetiskt system som liknar det som för närvarande antas runt Vega. Skivan sträcker sig ut till en radie av cirka 60 astronomiska enheter (AE).
Alphecca är en förmörkelsevariabel av Algol-typ som varierar i magnitud 2,21-2,32 med perioden 17,359907 dygn.
Följeslagaren Alfa Coronae Borealis B  är en gul stjärna i huvudserien med en uppskattad spektralklass av G5 V. Den har en massa som är 0,92 gånger solens massa och en radie som är 0,90 gånger solens radie. Röntgenstrålningen hos denna stjärna är 6 × 1028 erg/s, vilket är 30 gånger större än solens toppaktivitetsnivå, vilket förväntas för en ung stjärna i denna klass. Coronan har en temperatur på ca 5 megaK, vilket är mycket varmare än solens corona.